# Происхождение палеоиндейцев
Палеоиндейцы — условное наименование первых людей, заселивших Американский континент в конце последнего ледникового периода (в Европе — Вислинское оледенение, в Северной Америке — висконсинское оледенение). Процесс заселения Америки является предметом споров и исследований.
Согласно современной точке зрения, первые люди прибыли в Америку через ещё существовавший тогда Берингов перешеек (Берингию) между Сибирью и Аляской. По наиболее распространённой точке зрения, первое переселение состоялось не ранее 23 тыс. лет назад на Аляску  (хотя есть и спорные гипотезы более раннего переселения — см. статьи Ньеде Гидон). Из-за Лаврентийского ледникового щита и береговых ледников, преграждавших путь на юг, дальнейшее продвижение людей с Аляски на остальную территорию Американского континента произошло не ранее 17 тыс. лет назад. Остаётся предметом споров их путь по американскому континенту: либо от Аляски по Тихоокеанскому побережью 17-16 тыс. лет назад, либо по центральной части материка через свободное от льдов пространство между Лаврентийским ледяным щитом и глетчерами Береговых хребтов на территории Юкон в Канаде, открывшееся 13 тыс. лет назад (коридор Маккензи). Согласно последним генетическим и палеогенетическим исследованиям, все индейские народы происходят от одной и той же группы охотников восточноазиатского происхождения из южной Сибири, численностью не более 5000 человек, переселившейся на Аляску по Берингии между 23 и 19 тыс. лет назад. Разделение потомков этой группы на атабаскские народы и индейские народы, заселившие остальную Северную, Центральную и Южную Америки, произошло около 13 000 лет назад.
Находки в XXI веке в пещерах Пэйсли в штате Орегон, находки древесного угля и каменных наконечников копий в Купперс-Ферри, Айдахо, указывают на первоначальное перемещение вдоль тихоокеанского побережья около 16 000 лет назад. Отдельные находки в Монте-Верде (Чили) или Мидоукрофте (Пенсильвания) показывают, что 14,5 тыс. лет назад обе Америки были уже заселены, население было очень мобильным. Весьма спорной является датировка находок в Санта-Элина и Педра-Фурада (Бразилия).